# دومينيك كاليفا
دومينيك كاليفا (بالفرنسية: Dominique Kalifa)‏ (12 سبتمبر 1957 - 12 سبتمبر 2020)، هو مؤرخ فرنسي، شغل أستاذ في جامعة باريس 1 بانثيون سوربون، حيث كان مديرًا لمركز تاريخ القرن التاسع عشر   وعضوًا في المعهد الجامعي فرنسا. هو تلميذ ميشيل بيرو، تخصص في تاريخ الجريمة والتعدي والرقابة الإجتماعية والثقافة الجماهيرية في القرن التاسع عشر وأوائل القرن العشرين في فرنسا وأوروبا. كما قام بالتدريس في معهد الدراسات السياسية في باريس (ساينس بو) من 2008 إلى 2015، وكان عدة مرات «أستاذًا مدعوًا» في جامعة نيويورك و «باحث زائر» في جامعة سانت أندروز. منذ عام 1990، هو أيضًا كاتب عمود (مراجعات تاريخية) في صحيفة ليبراسيون الفرنسية. كما عمل في مشروع عن الحب وباريس والخيال الطبوغرافي.

## الجوائز
حصل كتابه «التاريخ الحقيقي للحسناء» - Véritable Histoire de la Belle Epoque، الذي نُشر في عام 2017، على جائزة «Eugène Colas» من الأكاديمية الفرنسية.

## من مؤلفاته
- كتاب: «الجريمة والثقافة في القرن التاسع عشر».
- كتاب: «الحبر والدم».
- كتاب: «ولادة الشرطة الخاصة».
- كتاب: «فيدل، قاتل النساء».
- كتاب: «ثقافة الجماهير في فرنسا».
- كتاب: «تاريخ ثقافي وأدبي للصحافة الفرنسية في القرن التاسع عشر».